# Nogometni savez Istarske županije
Nogometni savez Istarske županije je županijska nogometna udruga koja djeluje pod okriljem Hrvatskog nogometnog saveza. Sjedište mu je u Puli. Pod kontrolom saveza su Prva, Druga i Treća županijska nogometna liga.
Savez je osnovan 1953. kao Nogometni podsavez Pula. Od godine 1971. nosi ime Nogometni savez Istre, od 1977. Nogometni savez područja Istre, a sadašnje ime nosi od 1994. Unutar saveza djeluju 63 nogometna kluba, te oko 6,000 nogometaša. Najvažniji klubovi koji djelovali unutar saveza su Istra 1961, koja se trenutačno natječe u Drugoj HNL, Istra Pula, Jadran Poreč, Medulin 1921, Rovinj i Rudar Labin koji se trenutačno natječu u Trećoj HNL, te Buje, Jedinstvo Omladinac Nedešćina, Mladost Fažana, Pazinka, Umag i Žminj koji se trenutačno natječu u Četvrtoj HNL.

## Vanjske poveznice
- Službena stranica